# George Tutoveanu
George Tutoveanu (născut Gheorghe Ionescu; n. 20 noiembrie 1872, Bârlad – d. 18 august 1957, Bârlad), fiul lui Gheorghe Ionescu, cântăreț bisericesc la Biserica Domneasca din Bârlad (1835-1888) și al Ecaterinei Ionescu (n. Pașcanu, 1839-1921) a fost un poet român.
A fost diplomat al Școlii de Institutori din București, în 1897, predând la școli din Craiova, Oltenița, Fălticeni, București.
A fost profesor la "Liceul de Fete" și la "Școala Normală" din Bârlad, revizor școlar al județului Tutova, inspector cultural general la "Casa Școalelor pentru Basarabia" (1926-1928), prefect de Tutova (1931-1932), membru fondator al "Societății Scriitorilor din România" și al Societății Literare Academia Bârlădeană.  La 15 noiembrie 1906, alături de alte cadre didactice, înființează „Biblioteca publică” din Bârlad, care din 1910, va trece în cadrul „Casei Naționale”, ctitorită de Stroe Belloescu.

## Activitatea publicistică
În Bârlad, unde a lucrat în învățământ, din 1903 până la pensionare în 1933, a scos mai multe ziare și reviste, și anume: Făt-Frumos (1904) împreună cu Emil Gârleanu, Florile dalbe (1918), împreună cu Vasile Voiculescu și Tudor Pamfile, Graiul nostru (1925) publicația Academiei Bîrlădene, Scrisul nostru (1925), Moldova (1931).

## Scrieri
George Tutoveanu, ca poet idilist, afirmat în publicații sămănătoriste, a publicat următoarele volume:
- Albastru ,București, Institutul de arte grafice Eminescu, 1902, ed. I ,
- Albastru , București, Editura Librariei Leon Alcalay, BPT nr. 908, ed. a II-a
- Albastru București, Minerva, 1910, ed. a III-a, a IV-a, a V-a,
- La arme! , Bârlad, Lupașcu,1913 si 1914[4]
- Albastru , Bârlad, Lupașcu, 1918, ed. a VI-a
- Balade, București, Tipografia Convorbiri literare, 1919, (cuprinde 28 poezii)[4]
- Patria, Sibiu, Editura Asociațiunii, 1924 (cuprinde 47 de poezii)
- Tinereță , Craiova, Ramuri, 1924,(cuprinde 47 de poezii)[4]
- Poezii alese, București, Editura Casei Școalelor, 1924,(cuprinde 68 de poezii)[4]
- Gedichte Auswahl, Bârlad, Frații Chiriac, 1934
- Logodnica lui Vifor, București, Curentul, 1935, 25 p.[4] și 1936
- Sonete, București, TG. TUTOVEANU, Poezii. Ediție liliput. Cu un medalion de T. Arghezi. Ediție îngrijită de C.D. Zeletin. Editura Sfera, Bârlad, 2007.Tipografia Bucovina, 1938
- Versuri, București, Editura Pentru literatură, 1968 - volum apărut postum.
- Albastru. Poezii alese. Ediție alcătuită de Mircea și Sergiu Coloșenco. Bibliografie de Al. Tutoveanu și C.D. Zeletin. Traduceri în franceză de C.D. Zeletin. Editura Sfera, Bârlad, 2003.
- Poezii Ediție liliput. Cu un medalion de T. Arghezi. Ediție îngrijită de C.D. Zeletin. Editura Sfera, Bârlad, 2007.
- Poezii Ediție liliput. Cu un medalion de T. Arghezi. Ediție îngrijită de C.D. Zeletin. Editura Sfera, Bârlad, 2015.
- Fii gata! Florilegiu de poezii patriotice Ediție îngrijită de Cătălin Andrei Teodoru, Elena Popoiu și Elena Monu. Editura Sfera, Bârlad, 2022.

## In memoriam
- 1995 – Școala cu clasele I –VIII nr. 11 din Bârlad a primit numele de „George Tutoveanu”.[5]
- 2005 – La școala nr. 11 din Bârlad a fost organizată prima ediție a Concursului de creație literară „George Tutoveanu”, patronat de prof. univ. dr. C.D. Zeletin, coordonat de profesorii catedrei de limba și literatura română.[5]
- 2014 - În curtea școlii gimnaziale „George Tutoveanu” din Bârlad a fost dezvelit bustul lui George Tutoveanu, sculptat în marmură de profesorul Dorinel Filiche.[6]